# Bucentaure (navire français)
Pour les articles homonymes, voir Bucentaure.
Le Bucentaure est un navire de guerre français en service de 1803 à 1805.
C'est un vaisseau de 80 canons répartis sur deux ponts, de la classe Bucentaure dont l'ingénieur en chef est Jacques-Noël Sané, surnommé le « Vauban de la marine ».

## Carrière
Il porta d'abord la marque du vice-amiral Latouche-Tréville, jusqu'à la mort de celui-ci le 18 août 1804. Il arbora ensuite la marque du vice-amiral Villeneuve à partir du 6 novembre 1804.

Il fut célèbre pour avoir été le vaisseau-amiral français lors de la bataille de Trafalgar (le 21 octobre 1805). Il était alors commandé par le capitaine Magendie.
Lors de la bataille, l'amiral Nelson à la tête de la flotte britannique, sur le HMS Victory (vaisseau de 104 canons), perça la ligne franco-espagnole entre le Bucentaure et le Redoutable lâchant au passage une bordée de 50 canons qui ravagea la poupe et le pont du vaisseau-amiral français ; ceci laissa le Bucentaure quasiment hors de combat. Après trois heures de combat, l'amiral Villeneuve décida de se rendre.
Le vaisseau fut remorqué par le vaisseau britannique HMS Conqueror. Dans la nuit, le Bucentaure rompit son fil de remorque. Les officiers français, encore à bord, décidèrent alors de reprendre le navire aux Britanniques. Ils mirent le cap sur Cadix en pleine tempête mais, au petit matin, alors qu'il était en vue du port, il s'échoua et, malgré les tentatives pour l'alléger et le dégager, le navire dut être abandonné. Le Bucentaure coula peu de temps après.
Ce navire resta célèbre pour avoir amené son pavillon en dernier, du moins pour les Français car la Santísima Trinidad (le navire amiral espagnol) semble avoir amené son pavillon en dernier.

## Composition de l'équipage
- Officiers
  - 1 capitaine de vaisseau[1]
  - 1 capitaine de frégate
  - 4 lieutenants de vaisseau
  - 4 enseignes de vaisseau
  - 2 officiers de garnisons[2]
  - 1 commissaire de la marine
  - 1 médecin en chef
  - 9 aspirants
- Officiers mariniers
  - 2 maîtres de manœuvre ou d'équipage
  - 2 second maîtres d'équipage
  - 3 contremaîtres de manœuvre
  - 18 quartiers-maîtres de manœuvre
  - 2 maîtres canonniers des classes
  - 2 seconds maîtres canonniers des classes
  - 24 aides-canonniers des classes
  - 2 maîtres canonniers militaires[3]
  - 1 second maître canonnier militaire
  - 24 aides-canonniers militaires
  - 2 maîtres timoniers
  - 5 seconds maîtres timoniers
  - 8 aides-timoniers
  - 1 pilote côtier
  - 1 maître charpentier
  - 2 seconds maîtres charpentiers
  - 5 aides-charpentiers
  - 1 maître calfat
  - 2 seconds maîtres calfats
  - 5 aides-calfats
  - 1 maître voilier
  - 1 second maître voilier
  - 2 aides-voiliers
  - 1 capitaine d'armes
- Équipage
  - 95 matelots de 1re classe
  - 95 matelots de 2e classe
  - 95 matelots de 3e classe
  - 95 matelots de 4e classe
  - 125 novices
  - 60 mousses
  - 129 soldats de garnison[4]
- Surnuméraire
  - 3 armuriers
  - 5 chirurgiens
  - 9 commis aux vivres
  - 11 domestiques

## LeBucentaured'Auguste Mayer

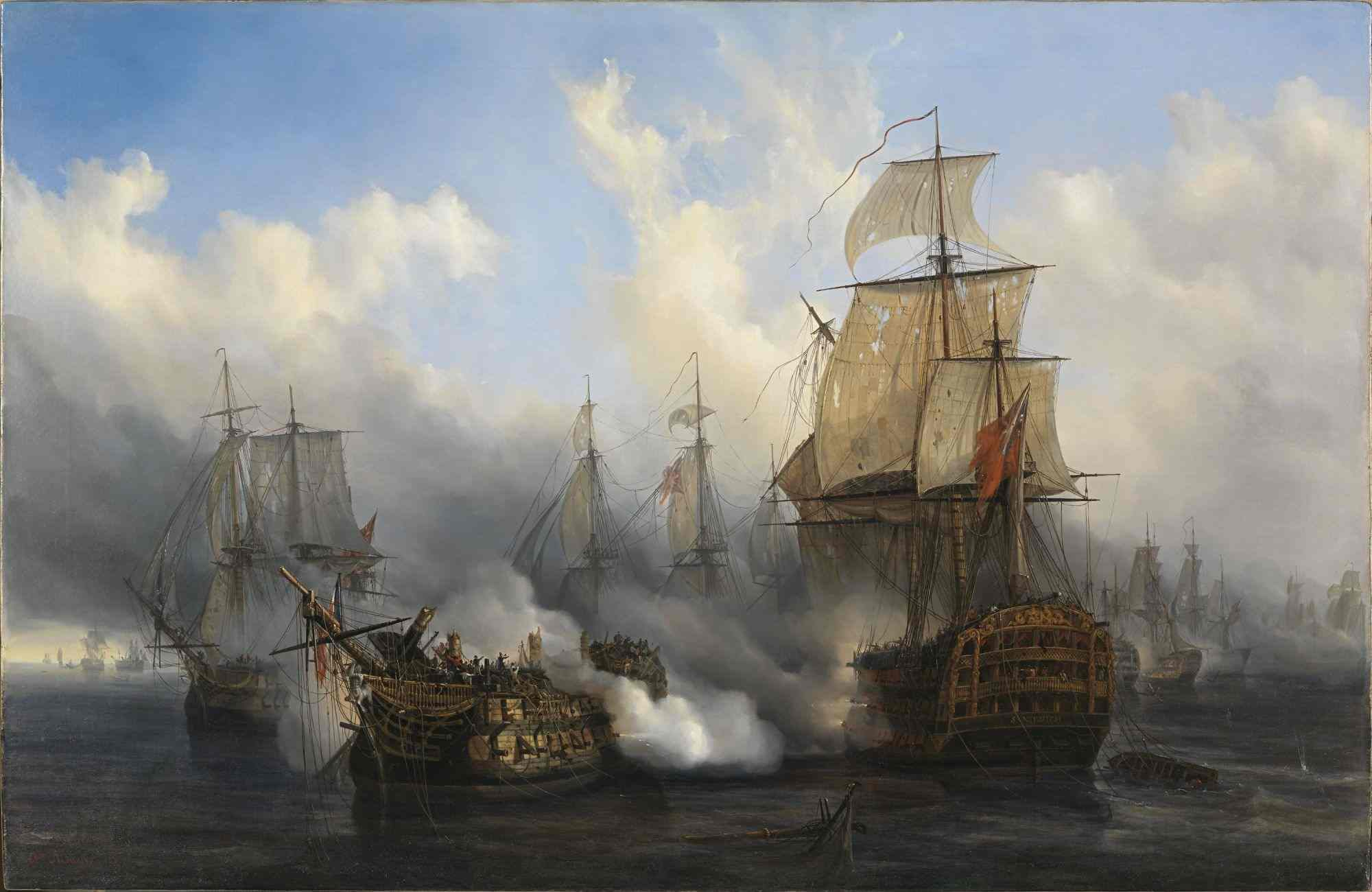
Toile d'Auguste Mayer représentant le Bucentaure en train de recevoir une salve du (mais le peintre commet une erreur puisque le HMS Sandwich fut retiré du service actif en 1797 et ne put jamais combattre un navire lancé en 1803 tel que le Bucentaure).

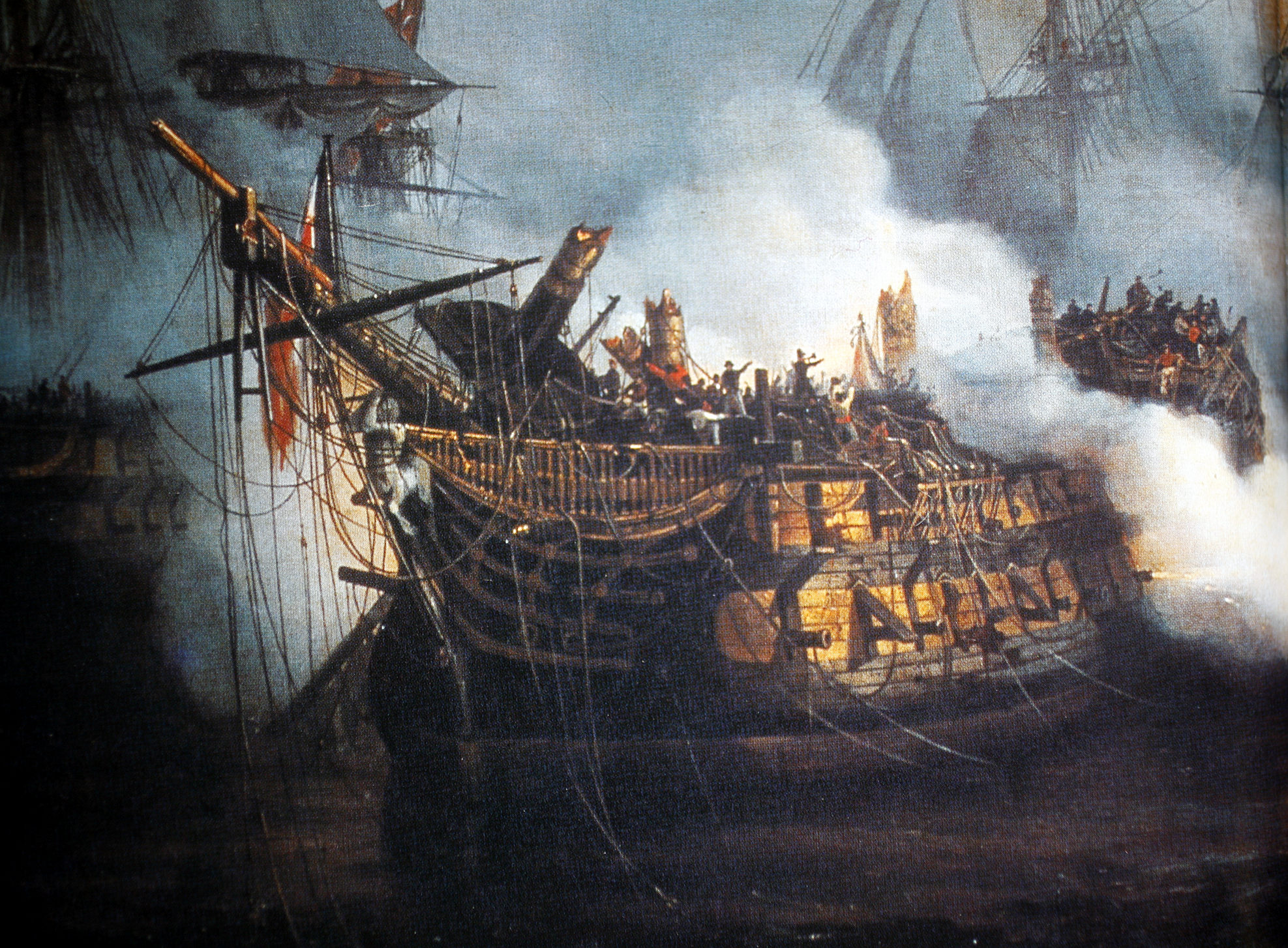
Détail augmenté du Bucentaure, sur le tableau de Mayer.

En 1836, le peintre français Auguste Mayer peignit une série de six tableaux à l'huile qui mesuraient 105 cm de haut par 162 de large. Sur ces tableaux le peintre représenta différents moments où le Bucentaure combat jusqu'à cinq navires britanniques au cours de la bataille de Trafalgar. Sur l'un de ces tableaux, visible ici à droite, Mayer représente le Bucentaure complètement démâté et se battant encore avec acharnement après deux heures de combat. À l'arrière-plan, au fond à gauche, le Redoutable combat le HMS Victory et le HMS Temeraire. Le vaisseau britannique représenté au premier-plan, à droite du Bucentaure est le HMS Sandwich, mais le peintre commit une erreur puisque ce navire fut retiré du service actif en 1797 et ne participa jamais à la bataille de Trafalgar. Le Bucentaure ne put donc combattre le HMS Sandwich puisque le Bucentaure fut lancé six ans après que le HMS Sandwich eut été retiré du service. On a dit aussi que le navire français ici représenté n'est pas le Bucentaure, qu'il est le Redoutable, mais le Bucentaure est ici facilement reconnaissable au bucentaure de sa figure de proue.

### Sources
- Rémi Monaque, Trafalgar.  (ISBN 2-286-01869-3)